# John Brunner
John Brunner (24 de septiembre de 1934 - 25 de agosto de 1995) fue un escritor británico de ciencia ficción perteneciente al movimiento llamado Nueva Ola.
Su novela Todos sobre Zanzibar de 1968, sobre un mundo superpoblado, ganó el Premio Hugo de 1969 a la mejor novela de ciencia ficción y el Premio BSFA ese mismo año. Su otra novela Órbita inestable ganó el premio BSFA en 1970.
Sus obras suelen versar sobre un futuro inmediato narrado a través de múltiples personajes, centrando su interés más en la descripción de la sociedad imaginada que en las peripecias o aventuras de sus personajes. O más bien, lo que le ocurre a sus personajes siempre está enmarcado en un punto de vista sociológico.
Es este peculiar enfoque, ausente de elementos épicos o de una trama central evidente, el que le ha impedido convertirse en un autor de éxito. Sin embargo las historias de John Brunner siempre tienen un final (y una finalidad) que las dota de pleno sentido narrativo.
Sus mejores obras corresponden a la llamada "Trilogía del Desastre", especialmente Todos sobre Zanzíbar y El rebaño ciego, y a la novela El jinete de la onda de shock, una de las obras precursoras de la corriente ciberpunk, que se inspiró en el ensayo de Alvin Toffler El shock del futuro. Las obras posteriores (y las anteriores) se suelen considerar menores.
El jinete de la onda de shock, aparte de ser una de sus obras más conocidas, es un ejemplo perfecto de obra profética olvidada. Escrita en 1975, en ella se describe una sociedad construida alrededor de internet en la que existen gusanos y virus informáticos, tarjetas de crédito virtuales, técnicas de cifrado y anonimato y otros elementos novedosos que caracterizarán ya no solo el ciberpunk, sino los tiempos actuales.
Por este y otros relatos se puede considerar a Brunner uno de los visionarios más profundos y acertados de la ciencia ficción de la segunda mitad del siglo XX.
Brunner murió poco antes de cumplir sesenta y un años, el 25 de agosto de 1995, mientras asistía a la Intersection Worldcon en Glasgow.

## Obra
- El hombre completo (1960). The Whole Man. Madrid, La Factoría de Ideas, 2002
- Al Borde de la Nada  (1961)
- La estofa de los sueños (1962). Fantasía y ciencia-ficción 9, Buenos Aires, Minotauro, 1967
- El mensaje de los astros (1963)
- Histrión del espacio (1963). Madrid, Vértice, 1966
- Comerciante en Mundos (1963)
- ¿Ángeles o demonios? The Astronauts Must not Land. Barcelona, Ferma, 1965
- Las casillas de la ciudad (1965). The Squares of the City. Barcelona, Martínez Roca, 1996
- Los Vitanull , u hombres sin alma. Mercury Press (1967)
- La tierra de los sueños. The Dreaming Earth. México, Diana, 1968
- Trilogía del Desastre:
  - Todos sobre Zanzíbar (1968). Stand on Zanzibar. Madrid, La Factoría de Ideas, 2003
  - Órbita inestable (1969). The Jagged Orbit. Barcelona, Martínez Roca, 1985
  - El rebaño ciego (1972). The sheep look up.
- Los dramaturgos de Yan (1971)
- Eclipse total (1974)
- El jinete de la onda de shock (1975)
- Abominación Atlántica  (1976)
- El altar de Asconel  (1977)
- Jugadores del juego de la gente (1980). Players at the Game of People. Barcelona, Martínez Roca, 1987
- El crisol del tiempo (1982)